# Рыдер, Теодор
Теодор Хенрик Рыдер (пол. Teodor Henryk Ryder; 10 июня 1881, Пётркув-Первши, ныне гмина Яблонна, Люблинский повят — 1944, концлагерь Аушвиц-Биркенау) — польский дирижёр еврейского происхождения.
Сын адвоката. В 1899 г. поступил на юридический факультет Варшавского университета, но в 1901 г. оставил учёбу и решил продолжить образование в Дармштадтской политехнической школе, которую окончил в 1905 году. Одновременно с 1904 года начал работать корепетитором в Дармштадтской опере, при этом беря уроки дирижирования и композиции у его главного дирижёра Виллема де Хаана.
В 1906—1907 гг. корепетитор во Фрайбурге, в 1907—1909 гг. работал в Ростокской опере. В 1909—1912 гг. дирижёр Большого театра в Базеле. Осенью 1912 г. занял пост второго дирижёра Лионской оперы, дебютировав в опере Камиля Сен-Санса «Самсон и Далила». 28 января 1913 года дирижировал первой французской постановкой оперы Модеста Мусоргского «Борис Годунов» (после того, как пятью годами раньше она была впервые представлена во Франции русской труппой с участием Фёдора Шаляпина), работа Рыдера была высоко оценена Леоном Валласом. В Лионе познакомился с немецкой певицей Идой Фот и женился на ней, выступал вместе с ней как пианист-концертмейстер; ради этого брака Ида обратилась в иудаизм.
В 1916 г. вернулся в Польшу, в течение двух сезонов работал в варшавском Большом театре. С 1919 года обосновался в Лодзи. Возглавлял Лодзинский филармонический оркестр вплоть до Второй мировой войны. Поставил в концертном исполнении оперы Станислава Монюшко «Галька», Джузеппе Верди «Трубадур», Джакомо Пуччини «Мадам Баттерфляй», «Трёхгрошовую оперу» Бертольда Брехта и Курта Вайля. Сотрудничал с городскими театрами, возглавлял оркестр Лодзинского еврейского музыкального общества «Ха-Зомир». С 1927 года преподавал в частной консерватории Хелены Киеньской, руководил студенческим оркестром.
В марте 1940 года помещён в Лодзинское гетто, где продолжал культурную деятельность. Дирижировал оркестром еврейских музыкантов, выступал как пианист-аккомпаниатор — прежде всего, со скрипачкой Брониславой Ротштат, ранее игравшей в Лодзинском симфоническом оркестре. Был одним из руководителей созданного в гетто в марте 1941 года Дома культуры, 31 декабря того же года вместе с Ротштат дал торжественный юбилейный концерт — сотый концерт Дома культуры: прозвучали произведения Иоганна Себастьяна Баха, Вольфганга Амадея Моцарта и Александра Глазунова. Сотрудничал с композитором Давидом Бейгельманом: в частности, Ротштат и Рыдер впервые исполнили написанную уже в гетто пьесу Бейгельмана «Маюфес» (пол. Majufes; не сохранилась). Концертировал до июня 1943 года.
В августе 1944 года в ходе ликвидации гетто был перевезён в лагерь уничтожения Аушвиц-Биркенау, где и погиб.